# Lista de vice-governadores de Minas Gerais
Esta é a lista de vice-governadores do estado de Minas Gerais no pós-Estado Novo.
| Ordem | Lista de vice-governadores de Minas Gerais | Início do seu mandato | Fim do seu mandato    | Cidade onde nasceu      | Unidade federativa | Notas de rodapé       | Referências |
| 01    | José Ribeiro Pena                          | 4 de setembro de 1947 | 31 de janeiro de 1951 | Itapecerica             | Minas Gerais       | [ nota 1 ] [ nota 2 ] | [ 1 ]       |
| 02    | Clóvis Salgado da Gama                     | 31 de janeiro de 1951 | 31 de março de 1955   | Leopoldina              | Minas Gerais       | [ nota 3 ] [ nota 4 ] |             |
| 03    | Artur Bernardes Filho                      | 31 de janeiro de 1956 | 31 de janeiro de 1961 | Viçosa                  | Minas Gerais       | [ nota 3 ]            | [ 2 ]       |
| 04    | Clóvis Salgado da Gama                     | 31 de janeiro de 1961 | 31 de janeiro de 1966 | Leopoldina              | Minas Gerais       | [ nota 3 ]            |             |
| 05    | Pio Soares Canedo                          | 31 de janeiro de 1966 | 15 de março de 1971   | Muriaé                  | Minas Gerais       | [ nota 5 ]            | [ 3 ]       |
| 06    | Celso Porfírio de Araújo Machado           | 15 de março de 1971   | 15 de março de 1975   | Araxá                   | Minas Gerais       | [ nota 6 ]            |             |
| 07    | Levindo Ozanam Coelho                      | 15 de março de 1975   | 5 de julho de 1978    | Ubá                     | Minas Gerais       | [ nota 4 ]            |             |
| 08    | João Marques de Vasconcelos                | 15 de março de 1979   | 15 de março de 1983   | Muzambinho              | Minas Gerais       |                       |             |
| 09    | Hélio de Carvalho Garcia                   | 15 de março de 1983   | 14 de agosto de 1984  | Santo Antônio do Amparo | Minas Gerais       | [ nota 4 ]            | [ 4 ]       |
| 10    | Júnia Marise de Azeredo Coutinho           | 15 de março de 1987   | 31 de janeiro de 1991 | Belo Horizonte          | Minas Gerais       | [ nota 7 ]            | [ 5 ] [ 6 ] |
| 11    | Arlindo Porto Neto                         | 15 de março de 1991   | 1º de janeiro de 1995 | Patos de Minas          | Minas Gerais       |                       | [ 7 ]       |
| 12    | Walfrido Silvino dos Mares Guia Neto       | 1º de janeiro de 1995 | 1º de janeiro de 1999 | Santa Bárbara           | Minas Gerais       |                       | [ 8 ]       |
| 13    | Newton Cardoso                             | 1º de janeiro de 1999 | 1º de janeiro de 2003 | Brumado                 | Bahia              |                       | [ 9 ]       |
| 14    | Clésio Soares de Andrade                   | 1º de janeiro de 2003 | 1º de janeiro de 2007 | Juatuba                 | Minas Gerais       |                       | [ 10 ]      |
| 15    | Antonio Augusto Junho Anastasia            | 1º de janeiro de 2007 | 31 de março de 2010   | Belo Horizonte          | Minas Gerais       | [ nota 4 ]            | [ 11 ]      |
| 16    | Alberto Pinto Coelho Júnior                | 1º de janeiro de 2011 | 4 de abril de 2014    | Rio Verde               | Goiás              | [ nota 4 ]            | [ 12 ]      |
| 17    | Antônio Eustáquio Andrade Ferreira         | 1º de janeiro de 2015 | 1º de janeiro de 2019 | Patos de Minas          | Minas Gerais       |                       | [ 13 ]      |
| 18    | Paulo Eduardo Rocha Brant                  | 1º de janeiro de 2019 | 1º de janeiro de 2023 | Diamantina              | Minas Gerais       |                       | [ 14 ]      |
| 19    | Mateus Simões de Almeida                   | 1º de janeiro de 2023 | em exercício          | Gurupi                  | Tocantins          |                       |             |

Legenda
| Cor     | Significado                                                                                 |
| Verde   | Mandatários eleitos por votação direta ou indireta (por escolha da Assembleia Legislativa). |
| Amarelo | Mandatários eleitos indiretamente segundo as regras do Regime Militar de 1964.              |